# Туристичка организација општине Мали Иђош
| Туристичка организација општине Мали Иђош |                                                                           |
|                                           |                                                                           |
| Оснивач:                                  | Скупштина општине Мали Иђош                                               |
| Основана:                                 |                                                                           |
| Седиште:                                  | М. Тита 32, · Мали Иђош Србија                                            |
| Веб презентација                          | http://www.tourism-mi.org.rs/ Архивирано на веб-сајту (23. децембар 2019) |
| Контакт:                                  | 063/841 98 96                                                             |

Туристичка организација општине Мали Иђош је посебна организација која је основана одлуком Скупштина општине Мали Иђош, у циљу валоризације, очувања и заштите туристичких вредност, као и развоја туризма на територији општине Мали Иђош, планирања координације и управљања туристичким активностима.

## Послови Туристичке организације
- унапређивање туризма у општини,
- учешће у разради и спровођењу локалне туристичке политике и израда базе података туристичке понуде; доношење годишњег програма и плана промотивних активности у складу са Стратегијом промоције туризма, плановима и програмима ТОС-а;
- унапређење општих услова за прихват и боравак туриста у туристичким местима (комунално опремање и одржавање, подстицање изградње спортско-рекреативних и других пратећих садржаја јавног карактера од интереса за туризам и др.),
- усмеравање и координација носиоца туристичке понуде на обогаћивању и подизању нивоа квалитета туристичких и комплементарних садржаја и стварања атрактивног туристичког амбијента у туристичким местима,
- туристичке информативно-промотивне делатности, културних, спортских и других манифестација, као и осмишљавање и вођење забавних и празничних садржаја,
- унапређење и промоција изворних вредности (традиција, обичаји, етнолошко благо и др.) туристичког подручја којем припада општина и стварање услова за њено коришћење,
- промоција заштите, одржавања и обнове културно историјских споменика и других материјалних добара од интереса за туризам и њихово укључивање у туристичку понуду,
- промоција и подстицање развоја туризма на подручју целе општине,
- израда програма и планова промоције туризма у складу са стратегијом промоције туризма Републике Србије и Аутономне Покрајине Војводине,
- вођење јединственог пописа туриста за подручје општине ради контроле наплате боравишне таксе и стручне обраде података,
- оснивање организационих јединица у туристичким местима,
- обављање и других послова од интереса за унапређење туризма на подручју општине Мали Иђош